# 올덴부르크 공작 프리드리히 아우구스트
올덴부르크 공작 프리드리히 아우구스트(Duke Friedrich August of Oldenburg, 1936년 1월 11일 ~ 2017년 7월 9일)는 올덴부르크 세습 대공 니콜라우스와 발데크와 피르몬트 공주 헬레나 사이에서 태어난 아들이다.